# Anne Lalou
Pour les articles homonymes, voir Lalou.
 (avril 2019).
Anne Lalou, née le 6 décembre 1963 à Paris (14e arr.) est une femme d’affaires française. Elle est notamment fondatrice et directrice de la Web School Factory et présidente de l’Innovation Factory. Elle est également membre du Conseil national du numérique depuis le 5 juillet 2018. 
Après une carrière dans la banque d’affaires et l’entreprise, elle se tourne en 2012 vers une démarche plus entrepreneuriale dans l'innovation, l’éducation et la promotion du Girl power dans le monde de la technologie.

## Carrière
Elle poursuit alors son parcours en devenant gérante au département des fusions et acquisitions chargée du secteur Internet et des nouveaux médias chez Rothschild & Cie en septembre 1997. Elle a aussi la responsabilité fonctionnelle de la structuration du département des affaires financières. Elle quitte Rothschild & Cie en décembre 1999 pour cocréer (avec quatre cofondateurs) début 2000, l'un des premiers incubateurs français, Kangaroo Village, qu’elle quitte en mai 2001. Anne Lalou rejoint Nexity en 2002 en tant que secrétaire du directoire, membre du comité exécutif et directrice du développement. 
À partir de 2006, elle prend la direction générale de la nouvelle activité : Nexity Franchises, qui devient par la suite le pôle distribution, dont elle alors devient directrice générale déléguée. Elle occupe ce poste jusqu’en août 2011, date à laquelle elle rejoint Kea & Partners en tant que « Senior Advisor ». Après une année passée chez Kea & Partners, elle décide de rejoindre l’enseignement supérieur au sein du réseau Studialis (avec la première création d’école au sein du réseau) : La Web School Factory qui ouvre ses portes en Octobre 2012, avec une première promotion de 45 étudiants. Anne Lalou construit le projet avec Bruno Faure son directeur pédagogique. Un an après, La Web School est le membre fondateur de l’association Innovation Factory, premier Cluster de l’Innovation Numérique de Paris.
Anne Lalou est aussi Directrice de l’Etape design (fondée en 2016), qui a pour directeur pédagogique Geoffrey Dorne et est membre fondateur et administrateur de la Fondation Factory, sous l’égide de la Fondation de France.

## Autres mandats
- Membre du conseil de surveillance d’Eurazeo[11]
- Membre du conseil d’administration de Korian[12]
- Membre du conseil d’administration de Natixis[13]
- Membre du comité stratégique de Bouge ta Boîte (entreprise de cercles de femmes patronnes de TPE/PME pour structurer la collaboration au sein des entreprises) créée par Marie Eloy[14]
- Membre du Conseil scientifique de la Fondation Humanisme numérique[15]
- Membre du comité stratégique de Kushim
- Membre du Collège - CNNum (2018) (membre des 10 représentants du secteur Académique.)
- Membre du board de SISTA[16]

## Récompenses
- Chevalier dans l’ordre national du Mérite (par Laurent Fabius en 2001)[17]
- Chevalier dans l’ordre national de la Légion d'honneur (par Emmanuel Macron 2 décembre 2015) (Promotion du 14 juillet 2015)[18]